# Garonggang
Garonggang is een bestuurslaag in het regentschap Padang Lawas Utara van de provincie Noord-Sumatra, Indonesië. Garonggang telt 203 inwoners (volkstelling 2010).